# USS Ohio (1820)
USS Ohio – amerykański żaglowy okręt liniowy, który wszedł do służby w 1838 roku. Na trzech pokładach przenosił do 64 dział.

## Historia
USS „Ohio” należał do serii dziewięciu żaglowych okrętów liniowych które miały być wyposażone przynajmniej w 74 działa, których budowę autoryzował Kongres 29 kwietnia 1816 roku. Budowa okrętu rozpoczęła się w 1818 roku w stoczni Brooklyn Navy Yard w Brooklynie, według projektu opracowanego przez Henry’ego Eckforda. Okręt został zwodowany 30 maja 1820 roku, a następnie, nieukończony, z powodu braku środków przeniesiony do rezerwy. Nieużywany ulegał degradacji, jednak ostatecznie udało się go wykończyć w 1838 roku.
18 października 1838 roku USS „Ohio” wszedł w skład Eskadry Śródziemnomorskiej dowodzonej przez Isaaca Hulla. Przez dwa lata był tam okrętem flagowym. W tym czasie ochraniał u wybrzeży Afryki szlaki handlowe, a także utrudniał prowadzony w tym rejonie handel niewolnikami. W 1840 roku okręt powrócił do Bostonu, gdzie został przeniesiony do rezerwy. W latach 1841–1846 był wykorzystywany w roli okrętu koszarowego. Funkcję tę okręt pełnił także w latach 1851–1875. W 1883 roku został sprzedany prywatnemu przedsiębiorstwu, a następnie po roku spłonął i zatonął w płytkiej wodzie w rejonie Nowego Jorku, gdzie jego szczątki są dostępne dla nurków na głębokości 6 metrów.